# Pismo do Amerika
Pismo do Amerika (Писмо до Америка, "Lettera per l'America") è un film del 2001, diretto da Iglika Trifonova: la colonna sonora è di Milcho Leviev. Il film è stato la proposta della Bulgaria come Oscar al miglior film in lingua straniera ai Premi Oscar 2001; la nomination non è stata tuttavia accettata.

## Trama
Nana riprende il suo compagno Ivan con una videocamera che il loro amico Kamen ha spedito loro da New York, città in cui si è trasferito tempo prima. Più avanti Nana riceve una telefonata dagli Stati Uniti, dove una voce (probabilmente quella di Seiji, amico giapponese di Kamen) le spiega che Kamen, in seguito ad un incidente stradale, è ora in coma, in pericolo di vita, e sarebbe bene che Ivan lo andasse a trovare.
Ivan che da molto tempo non ha contatti epistolari o in voce con l'amico, forse perché geloso del fatto che un tempo Nana e Kamen avessero avuto una storia d'amore, vorrebbe partire per l'America, ma all'ambasciata USA di Sofia gli viene negato il visto d'ingresso nel paese. Ivan allora decide, lasciata Nana senza spiegazioni, di recarsi nel villaggio di nascita di Kamen, nell'entroterra bulgaro, alla ricerca delle parole di un vecchio canto che i due giovani usavano sentir cantare dalla nonna di Kamen, per poi farglielo avere su un video che va girando.
Giunto nel villaggio, Ivan apprende che la nonna di Kamen è morta pochi mesi prima. Viene allora indirizzato verso altri abitanti del paese, che si ricordano di Kamen bambino, ed in particolare da molte donne anziane, prodighe di saggezza, nessuna delle quali però conosce la canzone. Alla fine Ivan riesce a raggiungere, con qualche difficoltà, in un pascolo montano, l'anziana Rusa, che conosce il canto ma non può cantarglielo né riferirgliene le parole, in ottemperanza ad un'usanza tradizionale, secondo la quale chi è in lutto, come Rusa per un figlio appena scomparso, non può avere a che fare con canti di ogni genere. Quando però Rusa viene a sapere che Kamen potrebbe essere in pericolo di vita, canta la canzone, mentre Ivan la riprende.
Ricevuto il video, Kamen si riprende. Ivan si riappacifica con Nana. I due guardano un video appena ricevuto da Kamen, in cui egli e Seiji eseguono la cerimonia del tè: Seiji, guardando "in camera", intona il canto.

## Colonna sonora
La canzone di cui Ivan va alla ricerca è un canto popolare bulgaro, Пуста младост ("Maledetta gioventù"), il cui testo (tradotto dall'inglese), è: "Maledetta gioventù, maledetta gioventù, maledetta gioventù, che non torna./La giovinezza corre come un fiume./La vecchiaia viene come un'ombra./Maledetta gioventù, che non ritorna; non sprecarla, non la si può comprare."